# Gôh-Djiboua
Distriktet Gôh-Djiboua  (fransk: District du Gôh-Djiboua) er et af fjorten administrative distrikter i Elfenbenskysten. Distriktet ligger i den sydvestlige del af landet, og har hovedstad i byen Gagnoa.

## Oprettelse
Gôh-Djiboua-distriktet blev oprettet i 2011 i en administrativ reorganisering af inddelingen i Elfenbenskysten. Distriktets område blev sammensat de tidligere regioner i  Sud-Bandama  (undtagen departementet Fresco) og Fromager.

## Administrativ inddeling
Gôh-Djiboua distriktet er inddelt i to regioner og følgende departmenter:
- Gôh region (tidligere Fromager region) (regionssæde også i Gagnoa)
  - Gagnoa departement
  - Oumé departement
- Lôh-Djiboua region (tidligere Sud-Bandama region) (regionssæde i Divo)
  - Divo departement
  - Lakota departement
  - Guitry departement

## Befolkning
Ifølge folketællingene 2021, havde distriktet Gôh-Djiboua en befolkning på 2.088.440.

## References
1. 1 2  Citypopulation.de Population of the districts of Ivory Coast
2. ↑  Décret n° 2011-263 du 28 septembre 2011 portant organisation du territoire national en Districts et en Régions.
3. ↑  "Districts of Côte d'Ivoire (Ivory Coast)". Statoids.com. Hentet 24. juni 2015.

6°8′N 5°56′V / 6.133°N 5.933°V